# 克利夫蘭鎮區 (堪薩斯州斯塔福德縣)
克利夫蘭鎮區（英語：Cleveland Township）為美國堪薩斯州斯塔福德縣轄下的鎮區。2010年美国人口普查中此鎮區人口有51人。

## 地理
克利夫蘭鎮區涵蓋總面積為93.7平方（36.16平方英里），其中陸地面積為93.6平方（36.15平方英里），水域面積為0.026平方（0.01平方英里）或0.03%。

## 人口統計
根據2010年美國人口普查，克利夫蘭鎮區人口有51人，其中男性有27人，女性有24人，人口密度為每平方公里0.54人，住房計29戶。鎮區內的白人有49人，非裔美國人有0人，美洲原住民有0人，亞裔美國人有0人，太平洋島裔美國人有0人，其他種族有2人，混血種族則有0人。此外鎮區內有2人為西班牙裔或拉丁裔美國人。此鎮區之年齡中位數為52.5歲，而男性年齡中位數為55.5歲，女性年齡中位數為51.5歲。